# Прогрессивная реформистская партия Суринама
Прогрессивная реформистская партия Суринама (ПРП) (нидерл. Vooruitstrevende Hervormings Partij) — политическая партия в Суринаме. Лидер партии Чан Сантохи. Является второй после Национальной демократической партии Суринама партией по количеству членов. Основным электоратом её являются выходцы из Индии, Пакистана и Индонезии — индусы и мусульмане Суринама.

## История
Прогрессивная реформистская партия Суринама была образована в 1948 году путём слияния Мусульманской партии Суринама, Индуистской яванской политической партии и Суринамской индуистской партии. С 1948 по 2001 год лидером партии был миллионер Хагернат Лахмон.
На выборах 1949 года партия получила 6 мест в Национальной ассамблее Суринама. На выборах 1951 года партия получила такие результаты, что позволило партии создать коалицию, которая стала большинством в парламенте, опередив Национальную партию Суринама. В 1955 году начались переговоры между Прогрессивной реформистской партией и Национальной партией. Была создана коалиция, просуществовавшая до 1967 года. На выборах, которые состоялись 24 октября 1969 года, партия получила 19 из 39 мест в Национальной ассамблее. На выборах 1973 года партия получила 17 мест в парламенте.
15 февраля 1974 года премьер-министр Хенк Аррон (представитель Национальной партии Суринама) сделал правительственное заявление, в котором содержалось требование предоставления Суринаму независимости не позднее конца 1975 года. Однако Прогрессивная реформистская партия Суринама выступила против этого. Мнение депутатов в парламенте разделились поровну 19 на 19, 39-й депутат Ли Фонг Конг из-за запугивания со стороны радикалов не являлся в парламент. Отсутствие большинства привело Суринам к парламентскому кризису, что вызвало общественные беспорядки по всей стране. В этот момент Прогрессивная реформистская партия, чтобы избежать гражданской войны, все же присоединятся к Национальной партии, что привело к провозглашению Суринамом независимости 25 ноября 1975 года.
В 1977 году были проведены выборы, на которых победу одержала национальная партия (выражала интересы креолов) во главе с Арроном, получившая 22 места из 39. Остальные достались оппозиционной коалиции во главе с Хагернатом Лахмоном.
25 февраля 1980 года в Суринаме был совершён военный переворот. Он был организован 34-летним старшим сержантом Дези Баутерсе, который правил страной как диктатор до 1991 года. В 1987 году Баутерсе разрешил провести в стране свободные выборы. В результате выборов коалиция «Фронт за демократию и развитие», в которую входила ПРП, получила 40 из 51 мест в Национальной ассамблее. Однако в результате «Телефонного переворота» произошедшего 24 декабря 1990 года правительство и президент Шанкар были свергнуты военными.
На выборах, которые произошли в 1991 году, победу одержала Национальная партия Суринама и президентом стал Рональд Венетиан. ПРП вошедшая в коалицию с НПС получила 5 министерских постов. В 1996 году в партии произошёл раскол, в результате чего часть отколовшихся партийцев образовали Главную партию обновления демократии.
На выборах 23 мая 1996 года Прогрессивная реформистская партия в составе Фронта за демократию и развитие получила 5 мест в Национальной ассамблее и 4 министерских поста, а Хагернат Лахмон стал спикером парламента. После досрочных выборов в 2000 году ПРП продолжает оставаться в правительственной коалиции.
В 2001 года умер лидер партии Хагернат Лахмон. Новым главой партии стал Рам Сарджу, который занимал этот пост в течение десяти лет. 3 июля 2011 года новым лидером партии стал популярный суринамский политик Чен Сантокхи. На выборах 2015 года партия получила 8 мест в парламенте страны и является главной оппозиционной партией Суринама. Кроме политической деятельности партия занимается проведением спортивных, культурных и социальных мероприятий. Имеет собственный футбольный клуб.